# Cathédrale Saint-Finbarr de Cork
La cathédrale Saint-Finbarr de Cork (en irlandais : Ardeaglais Naomh Fionnbarra) de Cork est une cathédrale anglicane irlandaise, l'un des sièges du diocèse de Cork, Cloyne et Ross.
Le site de la cathédrale est un lieu consacré depuis le VIIe siècle. Les trois flèches de la cathédrale sont l'un des symboles de Cork. Elle est le siège de l'évêque de Cork, Cloyne et Ross, actuellement Paul Colton. Elle est nommée d'après saint Finbarr, patron de la ville.

## Histoire

### Cathédrale médiévale
Une cathédrale médiévale est située sur le site avant le bâtiment du XVIIIe siècle, mais peu de traces en sont visibles aujourd'hui. La cathédrale est endommagée durant le siège de Cork en 1689-1690, mis à feu par le Fort Élisabeth voisin. Lorsque le clocher est démoli en 1865, un boulet de 10 kg datant du siège a été découvert — il est à présent exposé dans la cathédrale.

### Cathédrale duXVIIIesiècle
Une petite cathédrale néoclassique est construite sur le site par l'évêque Peter Browne en 1735. Elle est démolie en 1865 pour laisser place à la cathédrale actuelle. L'entrée de cet édifice a été conservée et reconstruite ; elle est encore utilisée.

### Cathédrale actuelle
L’architecte William Burges commence le travail de la cathédrale néogothique actuelle en 1862. La construction commence en 1865 et l'édifice est consacré — non encore achevé — en 1870. Les tours et les flèches sont terminées en 1879.
Burges offre un Ange de la Résurrection, de cuivre recouvert de feuilles d’or, situé sur le pinacle du toit du sanctuaire. Une superstition locale dit que si l'ange tombe, ce serait la fin du monde.

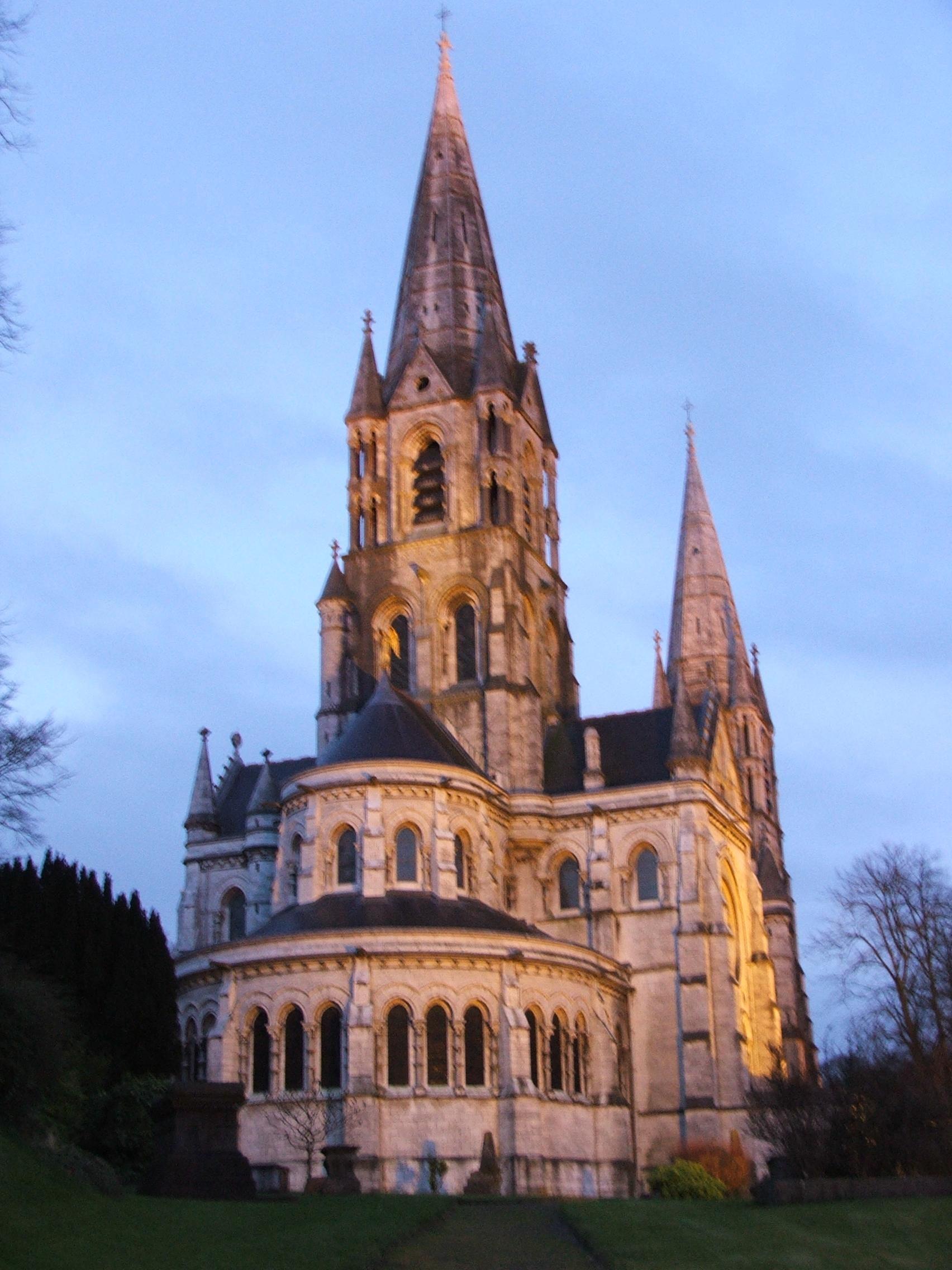
Vue de Saint-Finbarr côté est
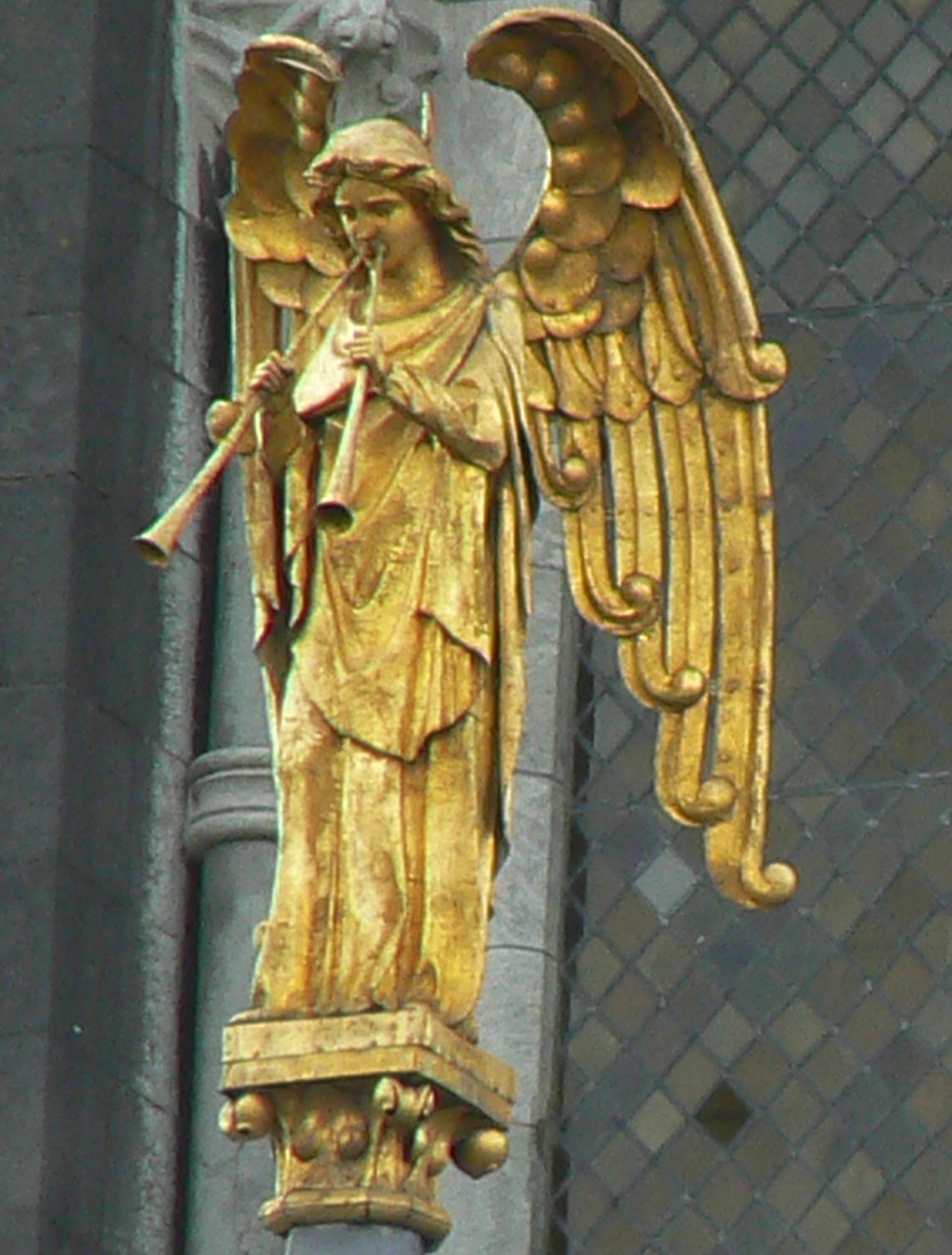
L’Ange de la Résurrection de Burges
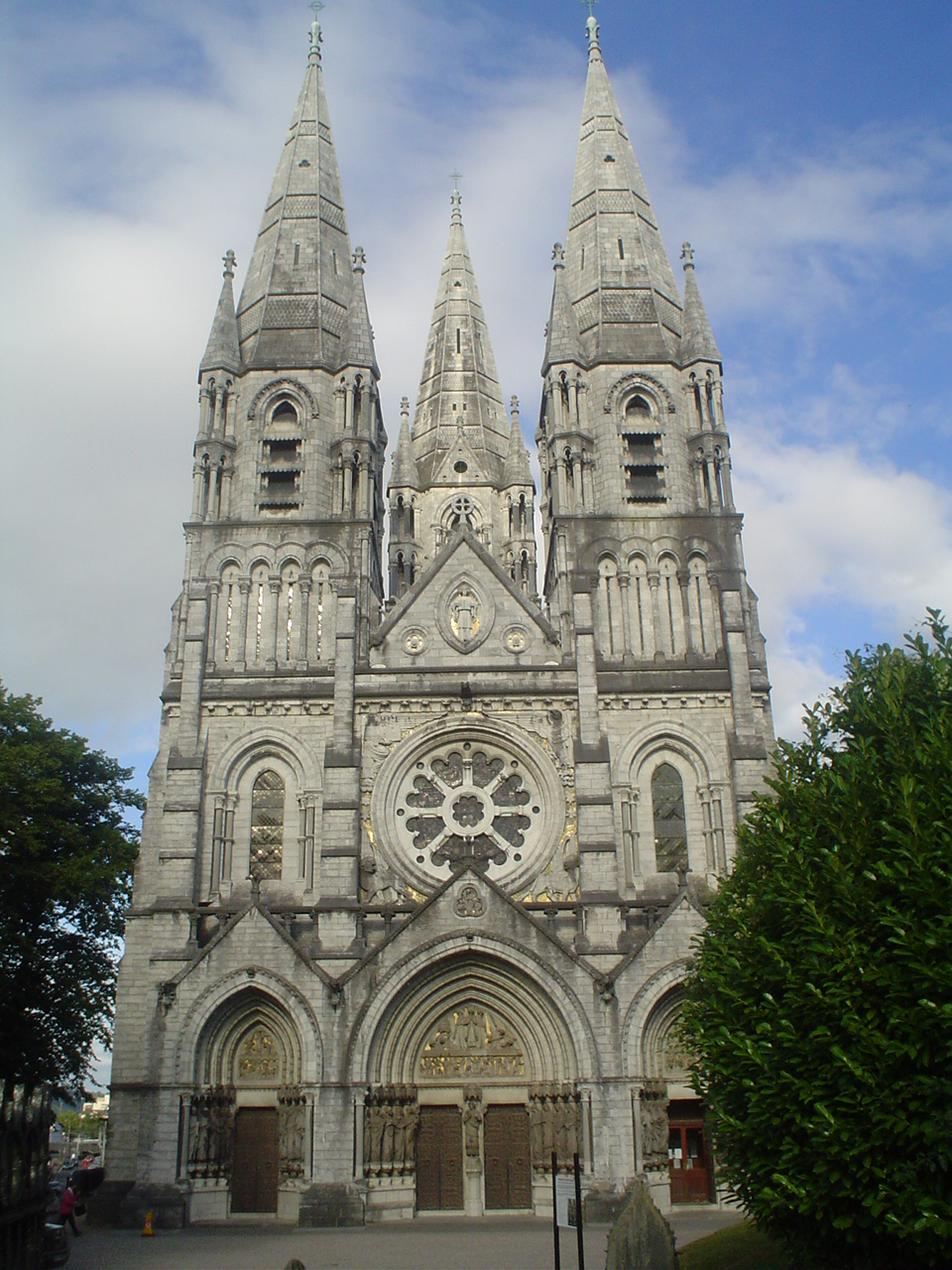
Façade de l’édifice

## Liste des doyens de Cork
- William Magee, (1813-1819).
- James Thomas O'Brien, (1842).
- William Connor Magee, (1864-1868), ensuite évêque de Peterborough.
- Achilles Daunt, (1875-1878).
- George Otto Simms, (1952).
- Michael Jackson (en), (1997[2]-2002).
- Michael Burrows, (2002-2006).

## Orgue
L’orgue est construit en 1870 par William Hill de Londres, avec trois claviers et 40 registres.
L’instrument est retravaillé en 1889 par la fabrique locale d'orgue T. W. Megahy, qui ajoute trois nouveaux registres — on ne sait pas bien desquels il s'agit. L'orgue est dans le même temps transféré à la galerie ouest, où il se trouve actuellement.
L'amélioration suivante de l'instrument a lieu en 1906, par Hele & Co. de Plymouth, qui ajoute quatre claviers (le solo). À ce stade, le fonctionnement de l'orgue est entièrement pneumatique.
Le dernier travail est fait en 1965-1966, lorsque J. W. Walker & Sons Ltd de Londres reconstruisent l’instrument. Ils améliorent la résonance, installent une nouvelle console avec un fonctionnement électropneumatique, et modifient la sonorité en hauteur « standand » C = 523./3. L'orgue a de nos jours 4 claviers, 56 registres et 3 012 tuyaux.

### Organistes
- William Love, (1677-1698).
- Thomas Hollister, (1698 ?-1703 ?).
- William Toole, (1703-1711).
- Edward Broadway, (1712-1720).
- William Smyth, (1720-1721).
- Henry De La Maine, (1782-1796).
- James Roche, (1797-1811).
- James Brealsford Stephens, (1811-1860).
- John Christopher Marks, (1860-1903).
- William George Everleigh, (1903-1922)[3].
- Jonathan Thomas Horne, (1922-1977).
- Andrew Paul Padmore, (1977-1984), (devenu ensuite organiste à la cathédrale Sainte-Anne de Belfast).
- Colin Gerald Nicholls, (1984-2007).
- Malcolm Wisener, (2007-aujourd'hui), (auparavant organiste à l'église Saint-Barthélémy de Dublin).

### Organistes assistants
- Ian Sexton 1997-2005 (à présent organiste de la collégiale Sainte-Marie Youghal).
- James Taylor 2005-aujourd'hui.

## Sources
- (en) Cet article est partiellement ou en totalité issu de l’article de Wikipédia en anglais intitulé « Saint Finbarre's Cathedral » (voir la liste des auteurs).
- David Lawrence et Ann Wilson, The Cathedral of Saint Fin Barre at Cork: William Burges in Ireland 2006, Four Courts Press.